# Tricyphona (Tricyphona) araucana
Tricyphona (Tricyphona) araucana is een tweevleugelige uit de familie Pediciidae. De soort komt voor in het Neotropisch gebied.